# Мост Цэньган
Цэньган (кит. 岑港大桥) — балочный мост, пересекающий одноименный пролив Восточно-Китайского моря, у восточного побережья Китая; один из Чжоушань трансокеанических мостов. Соединяет острова архипелага Чжоушань Чжоушань и Лидяо. Мост является частью скоростного шоссе G9211 Нинбо—Чжоушань (宁波−舟山高速公路). Ценганг стал первым мостом проекта Чжоушань трансокеанических мостов.

## Характеристика
Длина — 793 м. Имеет 4 полосы движения. Ограничение скорости 60 км/час.